# Maciej Eckardt

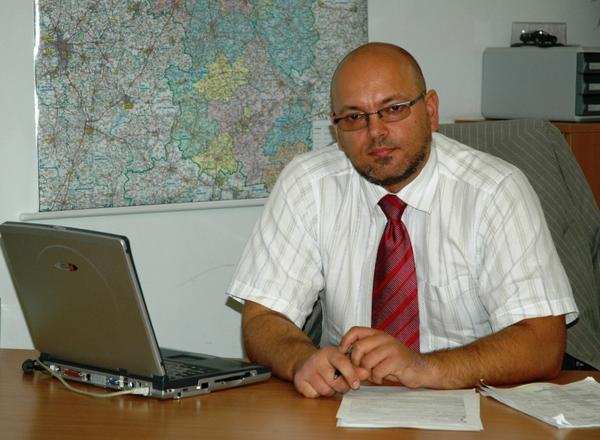
Maciej Eckardt

Maciej Klaudiusz Eckardt (ur. 8 listopada 1968 w Ostrowie Wielkopolskim) – polski polityk, publicysta i wydawca, w latach 2006–2009 wicemarszałek województwa kujawsko-pomorskiego.

## Życiorys
Absolwent Liceum Ogólnokształcącego im. Leona Wyczółkowskiego w Koronowie. W 1993 ukończył studia z zakresu administracji samorządowej w Wyższej Szkole Pedagogicznej w Bydgoszczy, a w 2006 studia podyplomowe z zakresu przywództwa i negocjacji w Akademii Obrony Narodowej.
Od 1991 był związany ze Stronnictwem Narodowym. Od 2002 do 2006 z ramienia Ligi Polskich Rodzin zasiadał w sejmiku kujawsko-pomorskim. Pełnił w tym czasie funkcję wicedyrektora Wojewódzkiego Urzędu Pracy w Warszawie.
W czerwcu 2006 został wykluczony z LPR, związał się z grupą Bogusława Kowalskiego. Należał do współzałożycieli Ruchu Samorządowego i Towarzystwa Kamrackiego (został prezesem tej ostatniej organizacji). W listopadzie 2006 z rekomendacji Prawa i Sprawiedliwości został wicemarszałkiem województwa kujawsko-pomorskiego (odwołany został z tej funkcji na wniosek PiS w grudniu 2009 po wyrażeniu krytyki odnośnie do ówczesnego prezydenta Lecha Kaczyńskiego).
Bez powodzenia kandydował do Sejmu w 1991 z listy Stronnictwa Narodowego, w 1993 z listy Koalicji dla Rzeczypospolitej, w 2001 i 2005 z listy LPR (otrzymał kolejno: 3544 i 2694 głosy) oraz w 2007 jako kandydat Ruchu Ludowo-Narodowego z listy PiS (otrzymał 4220 głosów). W 2009 współtworzył samorządowe stowarzyszenie Wspólnota Małych Ojczyzn, zostając jego prezesem. W wyborach prezydenckich w 2010 popierał Marka Jurka.
W wyborach samorządowych w 2010 bez powodzenia ubiegał się o mandat radnego Bydgoszczy z listy Komitetu Wyborczego Wyborców Konstantego Dombrowicza, objął jednak mandat w trakcie kadencji. W 2014 współtworzył partię Tak dla Polski (w 2017 przerejestrowaną na Ligę Narodową – dawny RLN; zasiadał w zarządzie partii, którą wyrejestrowano w 2023). W czerwcu 2017 został prezesem stowarzyszenia Endecja (związanego z ruchem Kukiz’15) w województwie kujawsko-pomorskim, był nim do 2018.
Autor publikacji m.in. w „Myśli Polskiej” i w kwartalniku „Myśl.pl”, a także na portalu internetowym Prawica.net i na swoim blogu w serwisie Salon24.pl.